# Rodzina nuklearna

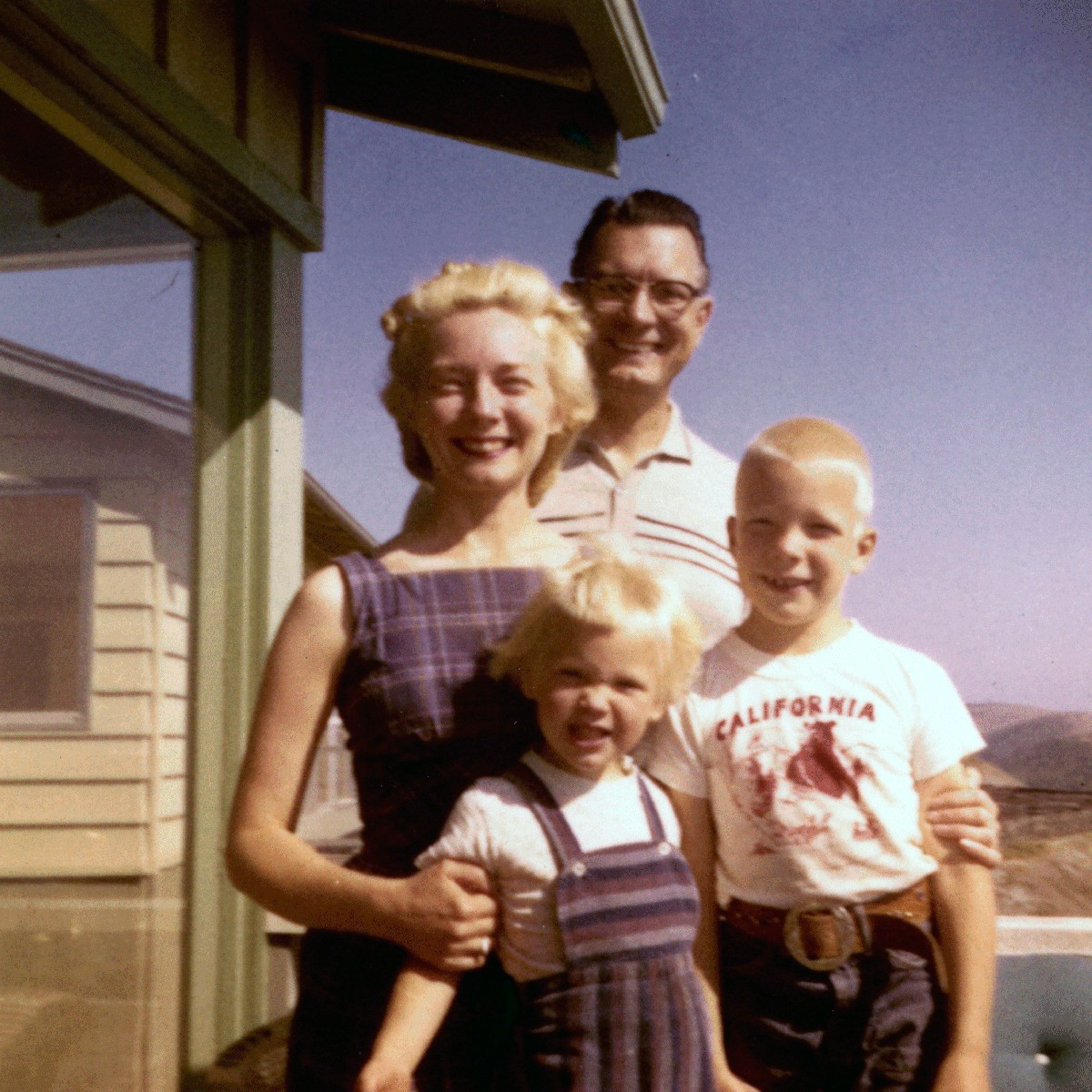
Przykład rodziny nuklearnej, 1955

Rodzina nuklearna (ang. nuclear family), in. rodzina mała – rodzina dwupokoleniowa składająca się z rodziców (zwykle małżonków) i ich biologicznych dzieci. Angielskie pojęcie nuclear family obejmuje również dzieci adoptowane, jednak w terminologii krajów niemieckojęzycznych odpowiednik rodziny nuklearnej – Kernfamilie dzieci adoptowanych już nie obejmuje.
Tego typu rodziny są charakterystyczne dla społeczeństw przemysłowych, ale tego typu formy pojawiały się także we wcześniejszych okresach historycznych. W społeczeństwach przemysłowych tego typu rodzina pozwala na większą ruchliwość i autonomię gospodarstwa domowego względem grupy krewnych. W niektórych społeczeństwach współczesnych rodzina nuklearna przestaje być normą społeczną.